# Expiratiedatum
De expiratiedatum is de datum waarop een overeenkomst of de geldigheid van iets afloopt. Synoniemen zijn afloopdatum en vervaldag.
Als beursterm geeft de term aan wanneer een financieel termijncontract zoals een optie of een future afloopt. In de meeste gevallen is de expiratiedatum gestandaardiseerd. De meeste opties lopen af de derde vrijdag van de afloopmaand. De dec 2009-opties lopen bijvoorbeeld door tot en met 18 december 2009. Op deze vrijdag zal men de opties of futures afwikkelen via financiële afrekening (cash settlement) of het recht tot overdracht van aandelen uitoefenen.
Ook de einddatum van bijvoorbeeld een bankpasje of een levensverzekerings- of hypotheekcontract kan worden aangeduid met de term expiratiedatum.